# Gymnogramma
Gymnogramma is een geslacht van vlinders van de familie Lacturidae.

## Soorten
- G. atmocycla Meyrick, 1918
- G. candidella (Viette, 1963)
- G. cyanea Meyrick, 1912
- G. eoxantha Meyrick, 1921
- G. flavivitella (Walsingham, 1881)
- G. griveaudi (Gibeaux, 1982)
- G. hollandi (Walsingham, 1897)
- G. hutchinsoni Walsingham, 1891
- G. iambiodella (Viette, 1958)
- G. luctuosa (Gibeaux, 1982)
- G. lycoides (Walker, 1865)
- G. plagiula Meyrick, 1923
- G. privata Meyrick, 1924
- G. psyllodecta Meyrick, 1924
- G. pyrozancla Meyrick, 1911
- G. racemosa Meyrick, 1918
- G. ratovosoni (Gibeaux, 1982)
- G. rhodoneura Meyrick, 1909
- G. rufiventris (Zeller, 1852)
- G. sphaerobola Meyrick, 1924
- G. tabulatrix Meyrick, 1930
- G. toulgoeti (Gibeaux, 1982)
- G. viettei (Gibeaux, 1982)